# 京王線
京王線（日语：／ Keiō sen */?）是一條連結東京都新宿區新宿站和調布市調布站，途經八王子市北野站前往同市京王八王子站，屬於京王電鐵的鐵路線。車站編號使用路線記號為KO。
京王線共有以下4項定義，公司同時使用以下定義：
1. 京王电铁经营的从新宿站出发，不经初台和幡谷（即京王新线独有站点），经調布站、北野站开往京王八王子站的铁路线。本词条叙述的即为该线路。
2. 第1项所指线路与京王新線的总和。为了区分，偶有称呼第1项所指线路为“京王本线”的情况。
3. 京王电铁经营的除井之头线以外的所有线路，包含第2项所指线路、相模原線、競馬場線、動物園線和高尾線。这些线路都以KO为路线代号，轨距皆为1372毫米。为了与井之头线区分，这些线路合称“京王线系统”。
4. 京王电铁经营的所有线路（即京王電鐵線），包含第3项所指线路和井之头线（轨距1067毫米）。

## 路線概要
連結新宿和八王子。和國道20號（甲州街道）、首都高速4號新宿線・中央自動車道・JR中央本線並行。府中以東大致上沿國道20號，聖蹟櫻丘以西沿川崎街道・北野街道，溯淺川而上。

### 路線資料
- 路線距離：37.9公里
- 軌距：1372毫米
- 站數：32個（包括起終點站，初台與幡谷除外）
- 複線路段：笹塚－京王八王子（34.3公里）
- 四線路段：新宿－笹塚（3.6公里）
- 電氣化路段：全線（直流1500V）
- 保安裝置：京王ATC、速度制御式
- 最高速度：110公里/小時
- 最小曲線半徑：110米（新宿站構內）

## 歷史

### 年表
- 1913年（大正2年）
  - 4月15日 京王電氣軌道笹塚 - 調布間 (12.1km) 開業。
  - 10月11日 代々幡 - 笹塚間 (1.3km) 開業。
- 1914年（大正3年）
  - 4月8日  幡代小學校前 - 代々幡間 (0.3km) 開業。
  - 6月11日 代々木 - 幡代小學校前間 (0.7km) 開業。
  - 11月19日 新町 - 代々木間 (0.6km) 開業。
- 1915年（大正4年）
  - 3月31日 葵橋 - 新町間 (0.4km) 開業。
  - 5月1日 停車場前 - 葵橋間 (0.4km) 開業。
  - 5月30日 新宿追分（新宿三丁目） - 停車場前間 (0.1km) 開業。
- 1916年（大正5年）
  - 9月1日 調布 - 飛田給間 (1.8km) 開業。
  - 10月30日 飛田給 - 府中間 (4.2km) 開業。
- 1917年（大正6年） 火藥庫前車站改稱松原車站、上北澤車站改稱北澤車站、下仙川車站改稱仙川車站。布田車站開業。
- 1918年（大正7年）5月1日[1][2] 松澤車站開業。
- 1919年（大正8年）9月 代々木車站改稱神宮裏車站、改正橋車站改稱初台車站。
- 1920年（大正9年）
  - 3月27日 笹塚 - 上高井戶（蘆花公園）間複線化。
  - 4月5日 上高井戶 - 烏山（千歲烏山）間複線化。
  - 4月15日 金子（躑躅丘） - 調布間複線化。
  - 6月25日 烏山 - 金子間複線化。
- 1923年（大正12年）5月1日 調布 - 府中間複線化。
- 1925年（大正14年）
  - 3月24日 玉南電氣鐵道府中 - 東八王子間 (16.3km) 開業（地方鐵道）。
  - 5月1日 停車場前車站和葵橋車站統合，移轉到新宿車站南口側。
- 1926年（大正15年）
  - 4月28日 北澤車庫前車站開業。
  - （昭和元年）12月27日 合併玉南電氣鐵道。
- 1927年（昭和2年）
  - 6月1日 府中 - 東八王子間 (16.3km) 開業（軌道）。
  - 10月28日 新宿追分車站移轉到新宿大樓。
  - 12月17日 仙川 - 調布間移設甲州街道南側。
- 1928年（昭和3年）
  - 5月22日 新宿追分 - 東八王子間直通運轉開始。
  - 12月11日 屋敷分車站改稱分倍河原車站[3]。
- 1929年（昭和4年）
  - 3月12日 分倍河原車站移轉到南武鐵道（現・南武線）交差地點。
  - 4月1日 關戶（聖蹟櫻丘） - 北野間複線化。
  - 4月7日 府中 - 中河原間複線化。
  - 8月7日 烏山車站改稱千歲烏山車站。
- 1930年（昭和5年）3月6日 新宿追分車站改稱四谷新宿車站。
- 1932年（昭和7年）
  - 12月8日 多磨車站改稱市公園墓地前車站。
  - 12月10日 北澤車站改稱上北澤車站。
- 1933年（昭和8年）8月11日 北澤車庫前車站改稱京王車庫前車站。
- 1934年（昭和9年）1月19日 代々幡車站改稱幡谷本町車站。
- 1935年（昭和10年）
  - 2月8日 松原車站移轉到帝都電鐵（現・井之頭線）交差地點，改稱明大前車站。
  - 11月12日 臨時競馬場前車站開業。
- 1937年（昭和12年）
  - 5月1日 四谷新宿車站改稱京王新宿車站、停車場前車站改稱省線新宿車站前車站、京王車庫前車站改稱櫻上水車站、市公園墓地前車站改稱多磨靈園車站、關戶車站改稱聖蹟櫻丘車站、百草車站改稱百草園車站、高幡車站改稱高幡不動車站。
  - 9月1日 幡谷本町車站改稱幡代車站、松澤車站改稱八幡山車站、上高井戶車站改稱蘆花公園車站、八幡前車站改稱東府中車站。
- 1938年（昭和13年）3月25日 下高井戶車站改稱日大前車站。
- 1939年（昭和14年）
  - 天神橋車站廢止[2]。
  - 7月21日 神宮裏車站改稱西参道車站。
- 1940年（昭和15年）10月26日 統合（舊）東府中車站，臨時競馬場前車站改稱東府中。
- 1944年（昭和19年）
  - 5月31日 依據陸上交通事業調整法，被東京急行電鐵合併。
  - 6月1日 日大前車站改稱下高井戶車站。
- 1945年（昭和20年）
  - 7月24日 新宿起點移轉到現在地（新宿西口）。省線新宿車站前車站、新町車站、西参道車站、幡代車站廢止。
  - 10月1日 軌道變更為地方鐵道。
- 1948年（昭和23年）6月1日 京王帝都電鐵發足同時，讓渡給同社。
- 1955年（昭和30年）9月11日 平山車站改稱平山城址公園車站。
- 1957年（昭和32年）5月15日 金子車站改稱躑躅丘車站。
- 1959年（昭和34年）6月1日 上石原車站改稱西調布車站、車返車站改稱武藏野台車站。
- 1963年（昭和38年）
  - 4月1日 新宿地下車站營業開始。
  - 8月4日 架線電圧1500V昇壓。
  - 10月1日 京王線新宿 - 東八王子間特急運轉開始。
  - 12月11日 東八王子車站移設，改稱京王八王子車站。
- 1964年（昭和39年）
  - 4月21日 中河原 - 聖蹟櫻丘間複線化。
  - 6月7日 初台車站地下化。
- 1970年（昭和45年）6月3日 北野 - 京王八王子間複線化、京王線全線複線化。
- 1978年（昭和53年）10月31日 新宿（新線新宿） - 笹塚間雙複線化（京王新線開通）。初台車站、幡谷車站移轉到新線。
- 1980年（昭和55年）3月16日 都營地下鐵新宿線開通。相互直通運轉開始。
- 1983年（昭和58年）7月17日 舊線的初台 - 幡谷付近間地下化。
- 1989年（平成元年）4月2日 京王八王子車站地下化。
- 1990年（平成2年）10月27日 長沼 - 北野間高架化，北野車站構内暫定開業單線化。
- 1992年（平成4年）2月29日 北野車站全面完成，改回複線。

5月28日 相模原線新設特急列車。
- 1998年（平成10年）7月1日 經營會社改稱京王電鐵。
- 2001年 （平成13年）3月27日 調布以西的線路最高速度提升至110km/h。新設準特急列車。相模原線特急列車（通稱“橋本特急”）廢止。
- 2011年（平成23年）
  - 3月13日 動物園線直通運轉休止（※東日本大震災的影響）。
  - 7月2日 特急運轉休止（※東日本大震災的影響）。
  - 9月23日 特急運轉、動物園線直通運轉、都營地下鐵新宿線直通急行運轉再開。
  - 10月2日 ATC使用開始。
- 2012年（平成24年）8月19日 柴崎 - 西調布間地下化。特急的設定取消，由準特急取代。
- 2013年（平成25年）2月22日 特急再次設定，停車站增加北野站和分倍河原站，“橋本特急”復活。通勤快速更名為區間急行。快速停車站由原本的調布站-東府中站通過更改為該區間各站停車。
- 2015年（平成27年）9月25日 準特急停車站增加笹塚站和千歲烏山站，開往京王八王子站的準特急復活，並新設進入相模原線內的準特急列車。都營新宿線列車最遠終到站由笹塚站更改為八幡山站。區間急行停車站增加仙川站。
- 2018年（平成30年）春天 京王電鐵將投入最新車輛5000系（2代），為京王電鐵最初的指定座席列車。
- 2021年（令和3年）
  - 10月31日晚上7時56分左右，在一列由京王八王子開往新宿的特急列車上，一名24歲的男子持刀襲擊車廂內的乘客，並縱火及淋潑疑似汽油液體，造成17人受傷之隨機殺人縱火事件。列車緊急於原不停靠的國領停車，乘客慌忙逃生，調布市警察到場後隨即在列車上將疑犯拘捕。受事件影響，京王線飛田給～杜鵑丘及相模原線調布～若葉台需暫停服務[4]。

## 運轉
京王電鐵之基軸路線，相模原線、高尾線的支線區、往都營地下鐵新宿線的直通列車也多數運轉。

## 車輛

### 現用車輛

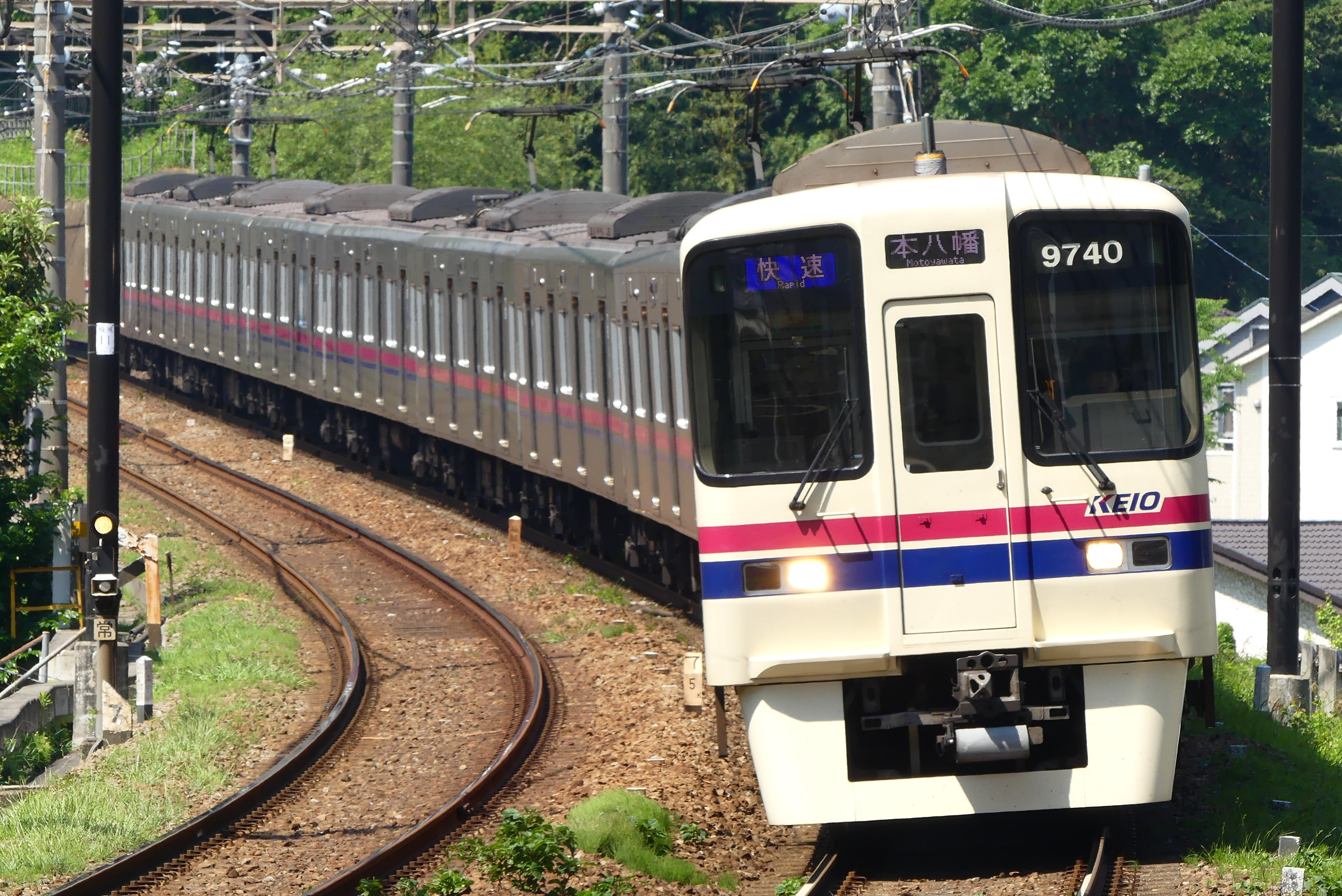
9000系（日语：京王9000系電車）
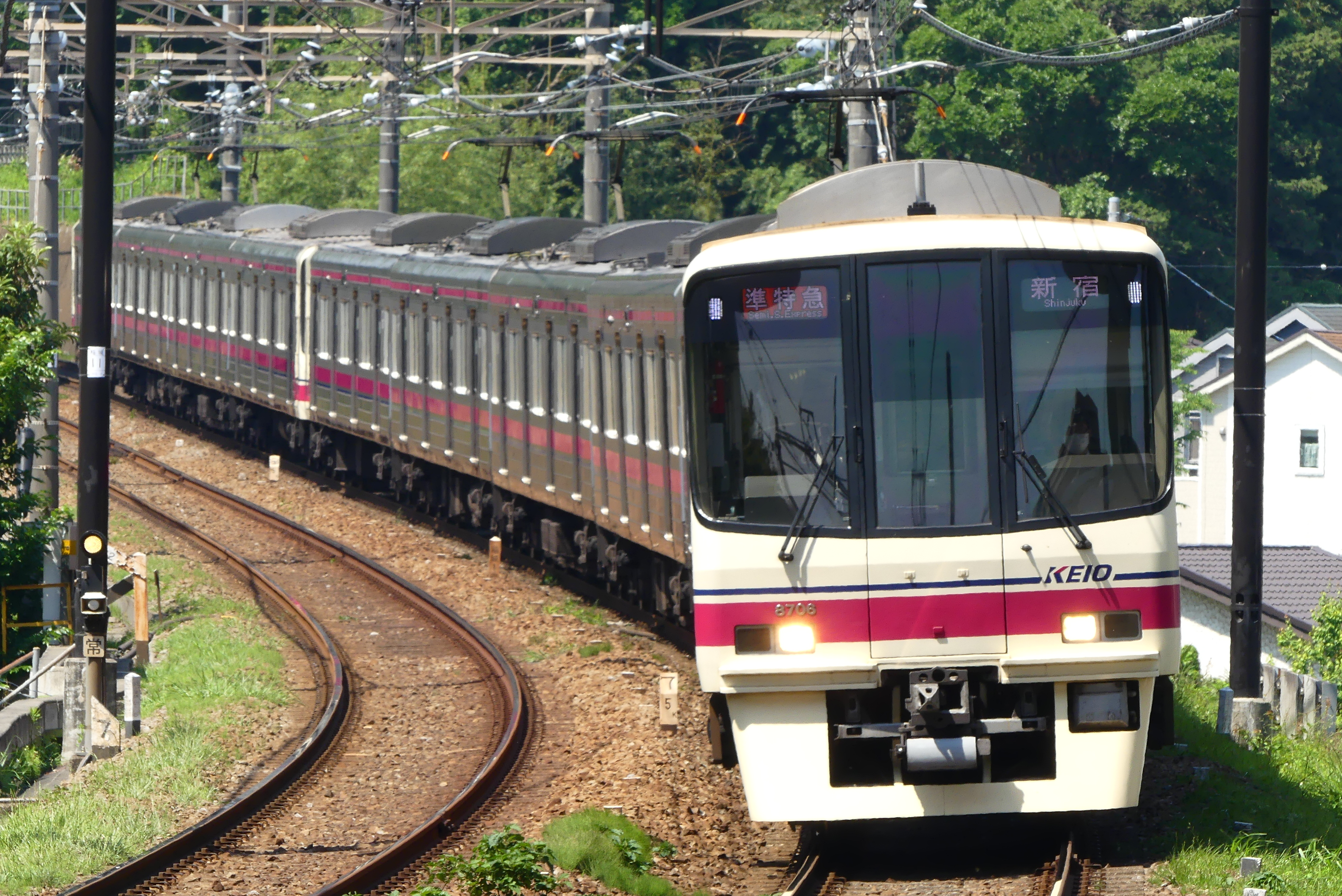
8000系（日语：京王8000系電車）
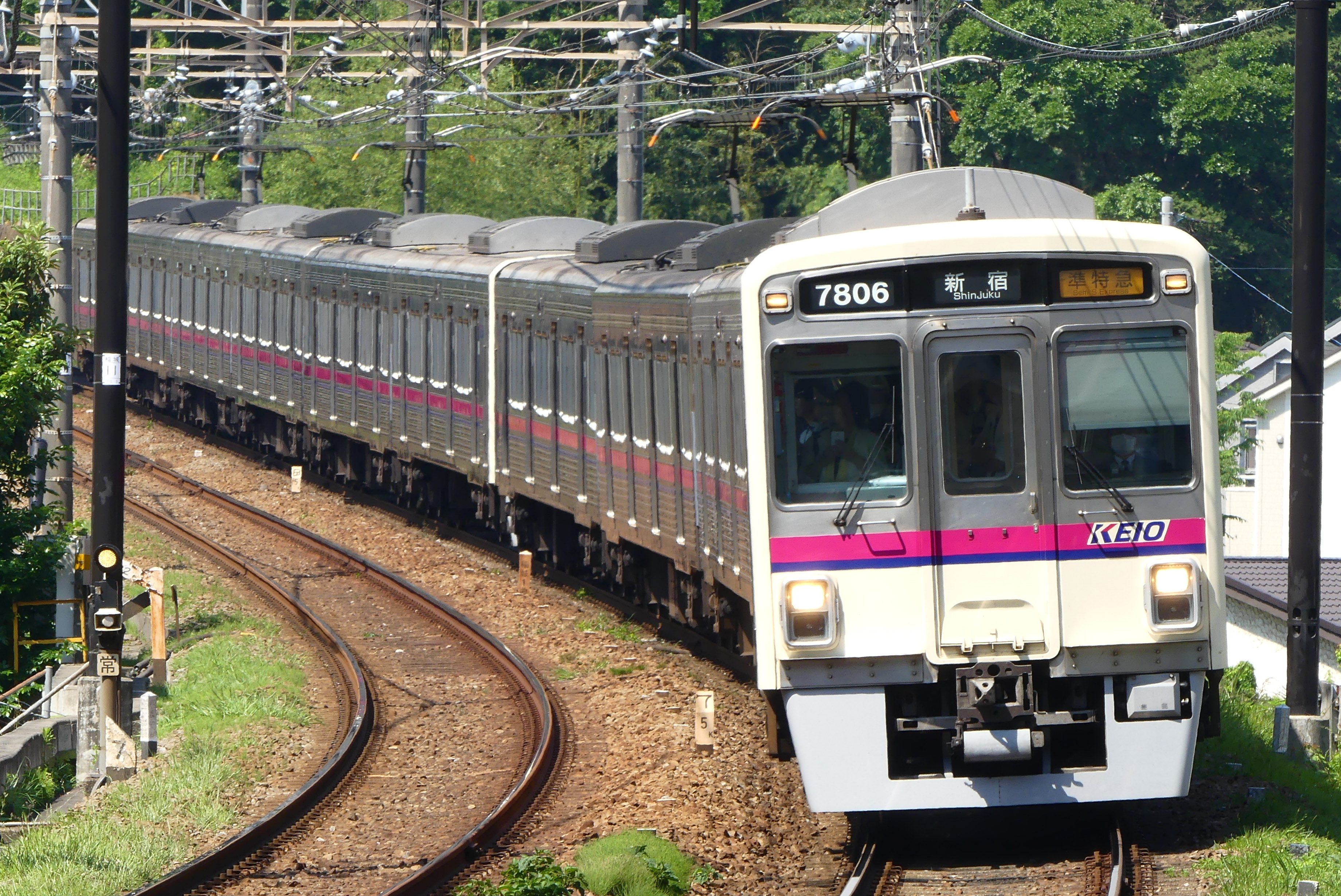
7000系（日语：京王7000系電車）
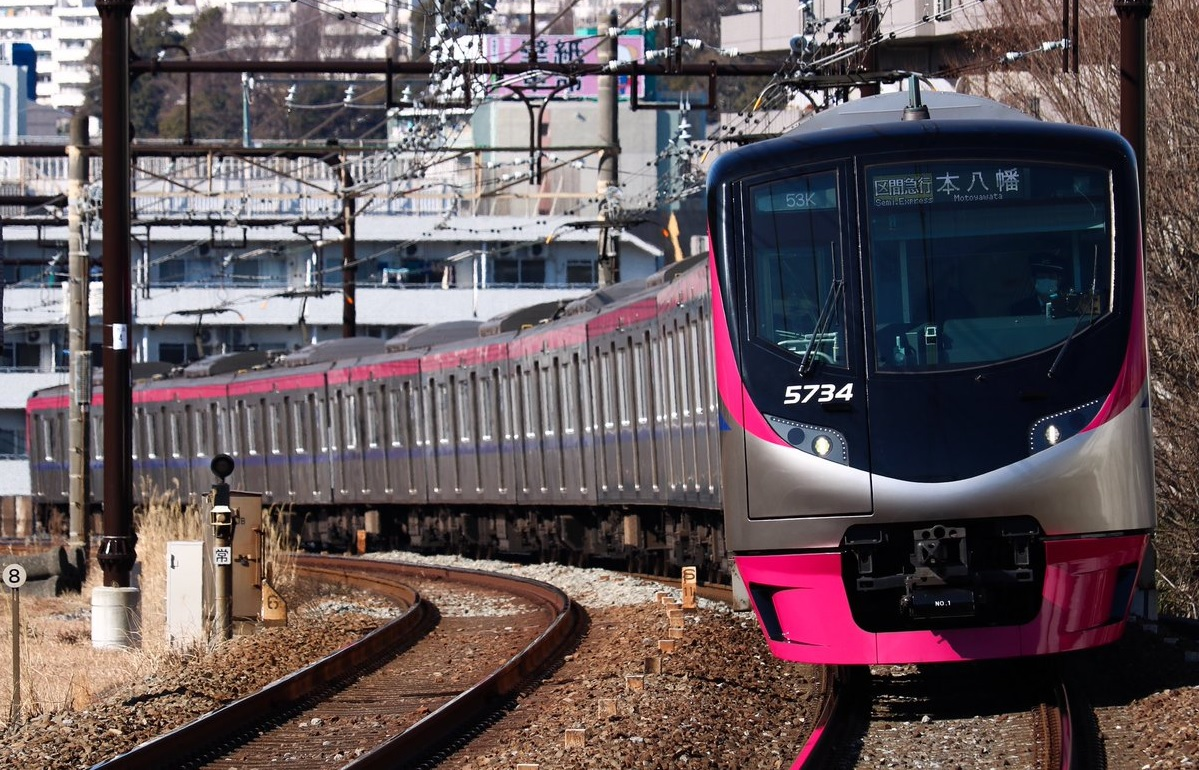
5000系（2代）

- 京王Deya 901·902型（日语：京王デヤ901・902形電車）事業用列車
- Kuya 900型（日语：京王クヤ900形電車）軌道架線高速檢測車（DAX）
- Chiki 290型（日语：京王チキ290形貨車）付隨無蓋長物車

- 9000系
- 8000系
- 7000系
- 5000系（2代）

### 過去車輛
- 6000系
- 5000系·5070系→5100系（日语：京王5000系電車）
- 2000系（2代）·2010系（日语：京王2000系電車）
- 2700系（日语：京王2700系電車）
- 2600系（日语：京王2600系電車）

### 直通車輛
- 東京都交通局
  - 10-000型（退役）
  - 10-300型

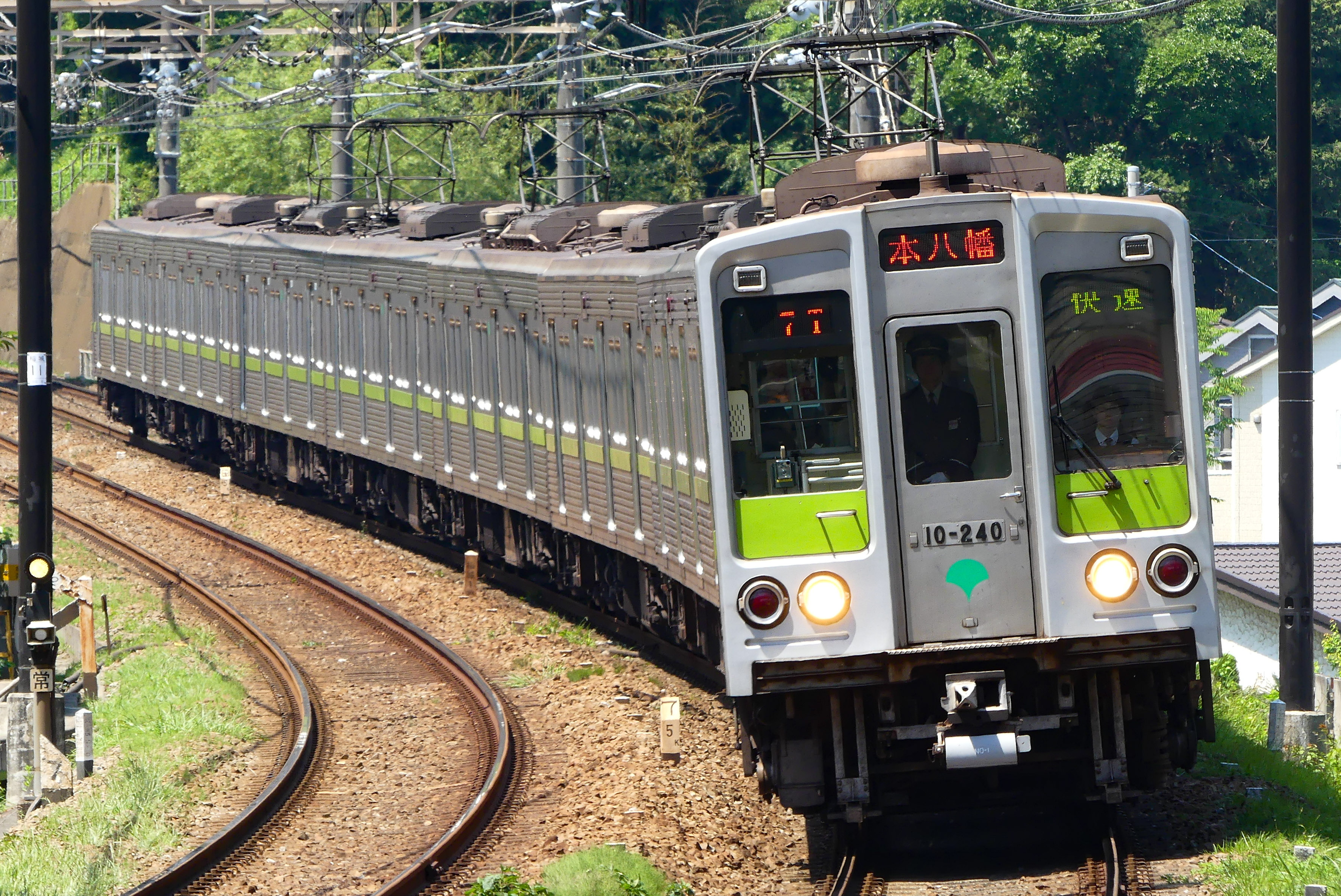
10-000型
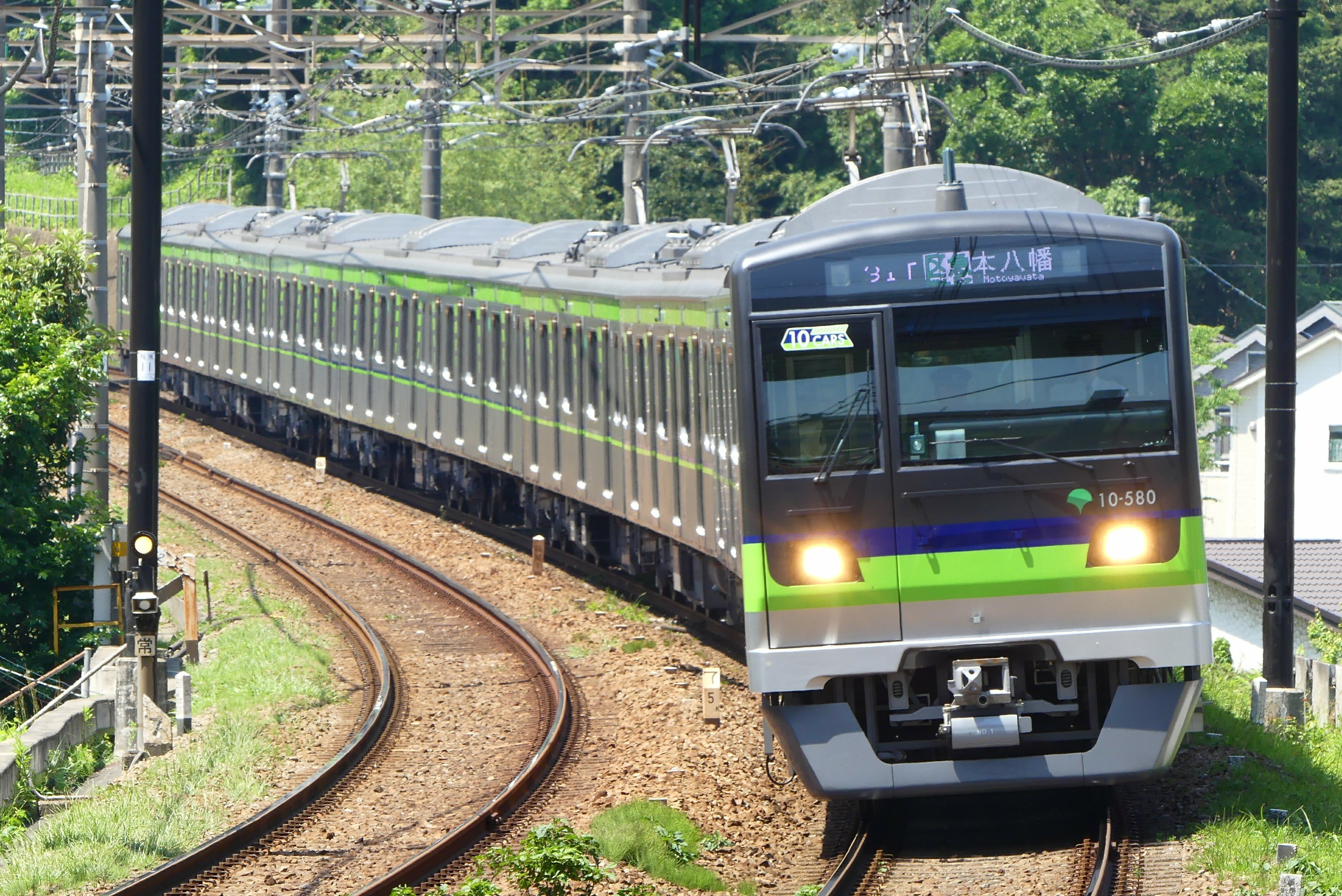
10-300型

## 車站列表
- 所有車站均位於東京都。
- 停車站 … ●：停車、◇：只限活動時臨時停車、｜：通過、↑：上行方向通過（只限調布以西的區間急行。下行不運行）
- 各站停車停靠所有車站，因此省略。
- 2013年2月22日起依次引入車站編號[5]。
- 接續路線的括號內的英數字為車站編號。

範例
- #為上下行均可待避車站（除八幡山外可以進行緩急接續），#↓為只限下行待避車站，#↑為只限上行待避車站
- §為車庫、電留線設置站、§(1,2)為1、2號月台可以進入。
- †為已裝設月台閘門的車站（只有布田站為月台幕門）。

| 車站編號 | 中文站名                   | 日文站名 | 英文站名 | 站間 距離 | 累計 距離 | 快速 | 區間急行 | 急行 | 特急 | 接續路線 | 所在地   |
| -------- | -------------------------- | -------- | -------- | --------- | --------- | ---- | -------- | ---- | ---- | --- | -------- |
| KO01     | 新宿 †                     |          |          | -         | 0.0       | ●    | ●        | ●    | ●    | 東日本旅客鐵道： 中央線（快速）（JC05）、 中央線（各站停車）（JB10）、 山手線（JY17）、 埼京線（JA11）、 湘南新宿線（JS20） 小田急電鐵： 小田原線（OH01） 東京地下鐵： 丸之內線（M-08） 都營地下鐵： 新宿線（S-01）、 大江戶線（新宿：E-27，新宿西口：E-01） 西武鐵道： 新宿線（西武新宿）（SS01） | 新宿区   |
| KO04     | 笹塚 #§(2,3)               |          |          | 3.6       | 3.6       | ●    | ●        | ●    | ●    | 京王電鐵： 京王新線（調布方面起部分列車直通） | 澀谷區   |
| KO05     | 代田橋                     |          |          | 0.8       | 4.4       | ｜   | ｜       | ｜   | ｜   | | 世田谷區 |
| KO06     | 明大前                     |          |          | 0.8       | 5.2       | ●    | ●        | ●    | ●    | 京王電鐵： 井之頭線（IN08） | 世田谷區 |
| KO07     | 下高井戶                   |          |          | 0.9       | 6.1       | ●    | ｜       | ｜   | ｜   | 東急電鐵： 世田谷線（SG10） | 世田谷區 |
| KO08     | 櫻上水 #§(2,3,4)           |          |          | 0.9       | 7.0       | ●    | ●        | ●    | ｜   | | 世田谷區 |
| KO09     | 上北澤                     |          |          | 0.8       | 7.8       | ｜   | ｜       | ｜   | ｜   | | 世田谷區 |
| KO10     | 八幡山 #§(1,2)             |          |          | 0.6       | 8.4       | ●    | ｜       | ｜   | ｜   | | 杉並區   |
| KO11     | 蘆花公園                   |          |          | 0.7       | 9.1       | ｜   | ｜       | ｜   | ｜   | | 世田谷區 |
| KO12     | 千歲烏山                   |          |          | 0.8       | 9.9       | ●    | ●        | ●    | ●    | | 世田谷區 |
| KO13     | 仙川                       |          |          | 1.6       | 11.5      | ●    | ●        | ｜   | ｜   | | 調布市   |
| KO14     | 杜鵑丘 #§(1,2,3)           |          |          | 1.0       | 12.5      | ●    | ●        | ●    | ｜   | | 調布市   |
| KO15     | 柴崎                       |          |          | 0.8       | 13.3      | ｜   | ｜       | ｜   | ｜   | | 調布市   |
| KO16     | 國領 †                     |          |          | 0.9       | 14.2      | ｜   | ｜       | ｜   | ｜   | | 調布市   |
| KO17     | 布田 †                     |          |          | 0.7       | 14.9      | ｜   | ｜       | ｜   | ｜   | | 調布市   |
| KO18     | 調布 #†                    |          |          | 0.6       | 15.5      | ●    | ●        | ●    | ●    | 京王電鐵： 相模原線（除部分列車外直通至新宿方向） | 調布市   |
| KO19     | 西調布                     |          |          | 1.5       | 17.0      | ●    | ↑        | ｜   | ｜   | | 調布市   |
| KO20     | 飛田給 #↑ （味之素运动场） |          |          | 0.7       | 17.7      | ●    | ↑        | ◇    | ◇    | | 調布市   |
| KO21     | 武藏野台                   |          |          | 1.1       | 18.8      | ●    | ↑        | ｜   | ｜   | 西武鐵道： 多摩川線（白糸台：SW04） | 府中市   |
| KO22     | 多磨靈園                   |          |          | 0.8       | 19.6      | ●    | ↑        | ｜   | ｜   | | 府中市   |
| KO23     | 東府中 #↓                  |          |          | 0.8       | 20.4      | ●    | ●        | ●    | ◇    | 京王電鐵： 競馬場線（賽馬日部分列車直通至新宿方向） | 府中市   |
| KO24     | 府中 #                     |          |          | 1.5       | 21.9      | ●    | ●        | ●    | ●    | | 府中市   |
| KO25     | 分倍河原                   |          |          | 1.2       | 23.1      | ●    | ●        | ●    | ●    | 東日本旅客鐵道： 南武線（JN21） | 府中市   |
| KO26     | 中河原                     |          |          | 1.6       | 24.7      | ●    | ●        | ｜   | ｜   | | 府中市   |
| KO27     | 聖蹟櫻丘                   |          |          | 1.6       | 26.3      | ●    | ●        | ●    | ●    | | 多摩市   |
| KO28     | 百草園                     |          |          | 1.7       | 28.0      | ●    | ●        | ｜   | ｜   | | 日野市   |
| KO29     | 高幡不動 #§(1,2,3,4,5)     |          |          | 1.7       | 29.7      | ●    | ●        | ●    | ●    | 京王電鐵： 動物園線 多摩都市單軌電車：多摩都市單軌電車線 | 日野市   |
| KO30     | 南平                       |          |          | 2.4       | 32.1      | ●    | ●        | ｜   | ｜   | | 日野市   |
| KO31     | 平山城址公園               |          |          | 1.3       | 33.4      | ●    | ●        | ｜   | ｜   | | 日野市   |
| KO32     | 長沼                       |          |          | 1.5       | 34.9      | ●    | ●        | ｜   | ｜   | | 八王子市 |
| KO33     | 北野 #                     |          |          | 1.2       | 36.1      | ●    | ●        | ●    | ●    | 京王電鐵： 高尾線（除部分列車外直通至新宿方向） | 八王子市 |
| KO34     | 京王八王子                 |          |          | 1.8       | 37.9      | ●    | ●        | ●    | ●    | 東日本旅客鐵道： 中央線（八王子：JC22）、 橫濱線（八王子：JH32）、八高線（八王子） | 八王子市 |

另外，新宿站附近－幡谷站之間曾經存在京王新宿站、省線新宿站前站、葵橋站、新町站（以上為新宿區）、天神橋站、西參道站、幡代小學校前站、幡代站（以上為澀谷區），現時都已廢站。各站的資訊參見京王線在新宿站附近的廢站。

## 事件

### 有乘客隨機砍人及縱火
2021年10月31日晚上8時許，一列由八王子開往新宿方向的特急列車駛經國領站附近，一名20歲左右的男子持刀無差別攻擊乘客及縱火，導致至少17人受傷，其中一人重傷。由於有部分座椅起火，列車在國領站緊急停車，大量乘客從車窗爬出逃生，情況混亂，疑犯最終被警視廳到場拘捕。

## 脚注
1. ↑  「駅の変遷」『2011京王ハンドブック』PDF - 京王電鐵
2. 1 2  今尾恵介監修『日本鐵道旅行地図帳』4號 関東2、新潮社、2008年、p.45
3. ↑  今尾恵介監修『日本鐵道旅行地図帳』4號 関東2、新潮社、2008年、p.45記載為1928年12月11日、京王電鐵『京王ハンドブック』記載為1929年5月1日。
4. ↑  京王線 乗客切りつけ車内に火 17人けが 1人重体 24歳の男 逮捕 （页面存档备份，存于），NHK news，2021年11月1日。
5. ↑  京王線・井の頭線全駅で「駅ナンバリング」を導入します。PDF - 京王電鉄、2013年1月18日、2013年1月19日閲覧
6. ↑  . 聯合新聞網. 2021-10-31  [2021-10-31]. （原始内容存档于2021-12-14）.
7. ↑  . 自由時報. 2021-10-31  [2021-10-31]. （原始内容存档于2021-12-14）.
8. ↑  . 立場新聞. 2021-10-31  [2021-10-31]. （原始内容存档于2021-11-20）.

## 關連項目
- 京王電鐵

## 外部連結
- 京王グループ （页面存档备份，存于）
  - 京王グループ - 電車案内 （页面存档备份，存于）